# Ocim (przystanek kolejowy)
Ocim – zlikwidowany przystanek osobowy gryfickiej kolei wąskotorowej w Niemicy, w województwie zachodniopomorskim, w Polsce.